# Unión Magdalena
Asociación Deportiva Unión Magdalena is een Colombiaanse voetbalclub uit Santa Marta. De club werd opgericht op 19 april 1950. De thuiswedstrijden worden in het Estadio Eduardo Santos gespeeld, dat plaats biedt aan 23.000 toeschouwers. De clubkleuren zijn blauw-rood.

## Erelijst
Nationaal
- Fútbol Profesional Colombiano (1)

1968

## Bekende (oud-)spelers
- Carlos Asprilla
- Manuel Córdoba
- Gilberto García
- Luis Francisco Pérez
- Alex Valderrama
- Carlos Valderrama
- Eduardo Vilarete
- Israel Viloria

## Kampioensteam
- 1968 — Félix Arámbulo [Par], Antonio Julio de la Hoz, Jaime Deluque, Marcos García [Par], Avelino Guillén [Par], Leo Hernández, Pablo Huguett, Claudio Lezcano [Par], Manuel Manjarres, Juan Martinez [Par], Aurelio Palacios, Raúl Peñaranda, José Quiñónez, Ramón Rodríguez, Jaime Silva, Líder Toledo, Pedro Vásquez. Trainer-coach: Vicente Sánchez [Par].

Alianza Petrolera ·
América de Cali ·
Atlético Bucaramanga ·
Atlético Nacional · 
Atlético Huila ·
Boyacá Chicó ·
Deportes Tolima ·
Deportivo Cali ·
Deportivo Pasto ·
Deportivo Pereira ·
Envigado ·
Independiente Medellín · 
Jaguares de Córdoba · 
Junior ·
La Equidad ·
Millonarios ·
Once Caldas ·
Rionegro Águilas ·
Santa Fe · 
Unión Magdalena ·